# Echo das Damas
Echo das Damas foi um jornal brasileiro de divulgação feminista do século XIX. Foi fundado por Amélia Carolina de Silva Couto no Rio de Janeiro, tendo circulado por oito anos entre 1879 e 1888. Os artigos abordavam temas como valorização da mulher na família, defesa da educação para as mulheres e emancipação financeira da mulher.

## Características
A palavra "eco" no nome sugere que os textos publicados no periódico deveriam ser propagados na sociedade. O primeiro número do jornal foi publicado em 4 de julho de 1879 e tinha o subtítulo "Órgão dedicado aos interesses da mulher – Crítico, recreativo, científico, literário e noticioso", que foi alterado para "Órgão dos interesses, da mulher, científico e literário" a partir do quarto número. É provável que a remoção do termo "recreativo" seja uma tentativa de garantir maior legitimidade e seriedade ao periódico, que sofria diversos ataques de opositores à sua causa.
Possuía quatro páginas por edição, sendo a última dedicada a publicidade, e com colunas que variavam a cada publicação. Seus artigos criticavam os costumes da época e os papéis de gênero, além de reivindicar o voto e a educação para mulheres. Também contou com divulgação de poesias escritas por mulheres, reportagens sobre feitos femininos em áreas consideradas masculinas e dicas domésticas, de moda e de beleza.
Ainda que o jornal pretendesse ser diário, sua periodicidade variou muito ao longo do tempo que circulou, provavelmente por questões financeiras, uma vez que tanto a tipografia quanto o escritório da sede mudaram de lugar diversas vezes. Tentou-se contornar o problema ao abrir assinaturas do jornal e em 1888 existiam 272 assinantes, que continha o nome da Princesa Isabel. O último número publicado pelo jornal foi em 28 de agosto de 1888.

## Ligações Externas
- Digitalização do Echo das Damas - Hemeroteca Digital (Biblioteca Nacional)